# حي تيجديت (مستغانم)
تيجديت من أشهر الأحياء العتيقة بمدينة مستغانم، كما يعد هذا النسيج العمراني تحفة معمارية وذاكرة حيّة شاهدة على مختلف الفترات التاريخية التي عاشتها المنطقة.